# ليونز (كولورادو)
ليونز (بالإنجليزية: Lyons, Colorado)‏ هي بلدة تقع في مقاطعة بولدر، كولورادو بولاية كولورادو في الولايات المتحدة. تأسست عام 1880، تبلغ مساحتها 3.2 (كم²)، وترتفع عن سطح البحر 1637 م، بلغ عدد سكانها 2033 نسمة في عام 2010 حسب إحصاء مكتب تعداد الولايات المتحدة وتصل الكثافة السكانية فيها 634 نسمة/كم2.

## وصلات خارجية
- www.townoflyons.com
- The US50 - Cities and Towns in Colorado State
- Colorado Cities and Towns, Facts, Map, Flag, Colleges, Government, and More